# Jimmy Gordon
Ne doit pas être confondu avec James Gordon.
Pour les articles homonymes, voir James Gordon (homonymie) et Gordon.
James Eadie Gordon, couramment appelé Jimmy Gordon, est un footballeur international écossais, né le 23 juillet 1888, à Saltcoats, Ayrshire et décédé le 22 novembre 1954 . Évoluant au poste de milieu de terrain, il est particulièrement connu pour ses saisons aux Rangers, club où il évolue pendant 14 années. Il fait partie du Rangers FC Hall of Fame.
Il compte 10 sélections en équipe d'Écosse.

## Biographie

### Carrière en club
Natif de Saltcoats, Ayrshire, il est formé dans les clubs juniors de Thornwood Athletic et Renfrew Victoria avant de signer en 1906 pour les Rangers où il restera 14 années. Il y joue un total de 388 matches officiels pour 78 buts inscrits (dont 315 matches et 63 buts en championnat) et remporte 5 titres de champion d'Écosse.
Évoluant principalement comme milieu droit, il est par ailleurs un joueur très polyvalent, il lui arrivé de jouer à toutes les positions possibles, que ce soit gardien, défenseur ou encore attaquant.
Pendant la période de la Première Guerre mondiale, il est mobilisé dans la Highland Light Infantry basée à Maryhill Barracks (en), Glasgow et il joue quelques matches pour Fulham et Heart of Midlothian. Il quitte finalement les Rangers en 1920 pour s'engager pour Dunfermline Athletic où il finit sa carrière. 
Après sa retraite sportive, il s'associe avec son ancien coéquipier Jimmy Galt (en) comme propriétaires de salles de billard. Il est introduit au Rangers F.C. Hall of Fame le 5 février 2007.

### Carrière internationale
Jimmy Gordon reçoit 10 sélections en faveur de l'équipe d'Écosse. Il joue son premier match le 16 mars 1912, pour une victoire 4-1, au Windsor Park de Belfast, contre l'Irlande en British Home Championship. Il reçoit sa dernière sélection le 10 avril 1920, pour une défaite 4-5, au Hillsborough de Sheffield, contre l'Angleterre en British Home Championship. Il n'inscrit aucun but lors de ses 10 sélections. Il fait partie d'un petit nombre de joueurs ayant reçu des sélections avec l'équipe d'Écosse à la fois avant et après la Première Guerre mondiale (il se déroula presque 6 ans entre sa 7e sélection le 4 avril 1914 et sa 8e le 26 février 1920). 
Il participe avec l'Écosse aux British Home Championships de 1912, 1913, 1914 et 1920. 

## Palmarès
- Rangers :
  - Champion d'Écosse en 1910-11, 1911-12, 1912-13, 1917-18 et 1919-20
  - Vainqueur de la Glasgow Cup en 1911, 1912, 1913, 1914, 1918 et 1919
  - Vainqueur de la Glasgow Merchants Charity Cup en 1907, 1909, 1911 et 1919